# Port lotniczy Akureyri
Port lotniczy Akureyri (isl. Akureyrarflugvöllur, IATA: AEY, ICAO: BIAR) – islandzki międzynarodowy port lotniczy w północnej części wyspy, położony jest na południe od centrum Akureyri, niedaleko ujścia rzeki Eyjafjarðará. Nie dociera do niego komunikacja publiczna. Jest trzecim co do liczby obsłużonych pasażerów lotniskiem na Islandii.
Jako jedyny port lotniczy w kraju Akureyri ma połączenie z lotniskiem w Keflavíku.

## Linie lotnicze i kierunki lotów
| Linia lotnicza | Kierunek                                                 |
| -------------- | -------------------------------------------------------- |
| EasyJet        | Sezonowo: 1. Londyn-Gatwick                              |
| Edelweiss Air  | Sezonowo: 1. Zurych                                      |
| Icelandair     | 1. Reykjavík Sezonowo: 1. Reykjavík-Keflavík             |
| Norlandair     | 1. Grímsey 2. Nerlerit Inaat 3. Vopnafjörður 4. Þórshöfn |
| Transavia.com  | Sezonowe czartery: 1. Amsterdam                          |